# Ait Atta
Aït Atta (in Tmazight: ⴰⵢⵜ ⵄⵟⵟⴰ, Ayt Ɛṭṭa) è una grande tribù Berbera che a sua volta si divide in sottogruppi: Ayt Wallal, Ayt Isful, Ayt Wahlim, Ayt Yaza e Ayt Unbgi.
Quella degli Ait Atta è una tribù berbera come quella degli Ait Yafelman; per millenni hanno vissuto nelle zone a centro-sud e sud-est dell'Atlante marocchino. La loro lingua è il Tmazight.
Gli Ait Atta oggi vivono in un vasto territorio che va dall'Anti-Atlante fino ai confini con l'Algeria. Sono organizzati in una confederazione la cui capitale è Saghrou. Eleggono ogni anno un amghar, che è responsabile per la gestione della comunità, per la distribuzione delle risorse (comprese le acque per l'irrigazione e i pascoli) e per occuparsi dell'amministrazione della giustizia e dei conflitti con altri notabili locali (Imɣaren n tqebilt)